# Zedlitzové
Zedlitzové počeštěně též Cedlicové (německy Zedlitz) je jméno starého šlechtického rodu ze Slezska, tzv. stará šlechta původem z oblasti kolem řeky Pleiße.

## Dějiny
Původ rodu se vztahuje ke kmenovému hradu v Zedtlitzi u Borné v Sasku (dnes zámek Zedtlitz). Prvními známými postavami rodu jsou bratři Jindřich (Henricus) a Otto de Cedelitz, kteří byli říšskými ministeriály v naumburské diecézi a poprvé jsou písemně zmiňováni v roce 1190. 

### Rodové linie
Kolem roku 1320 bylo ve Slezsku usazených devět bratrů, z nichž sedm založilo vlastí linii rodu: vojtěšovskou (Kauffunk), lipanskou, luboměřskou (Liebenthal), neukirchskou, nimmersattskou, zvěřavskou (Schönau, na přelomu 16. a 17. století) a vlkovskou (Wilkau).

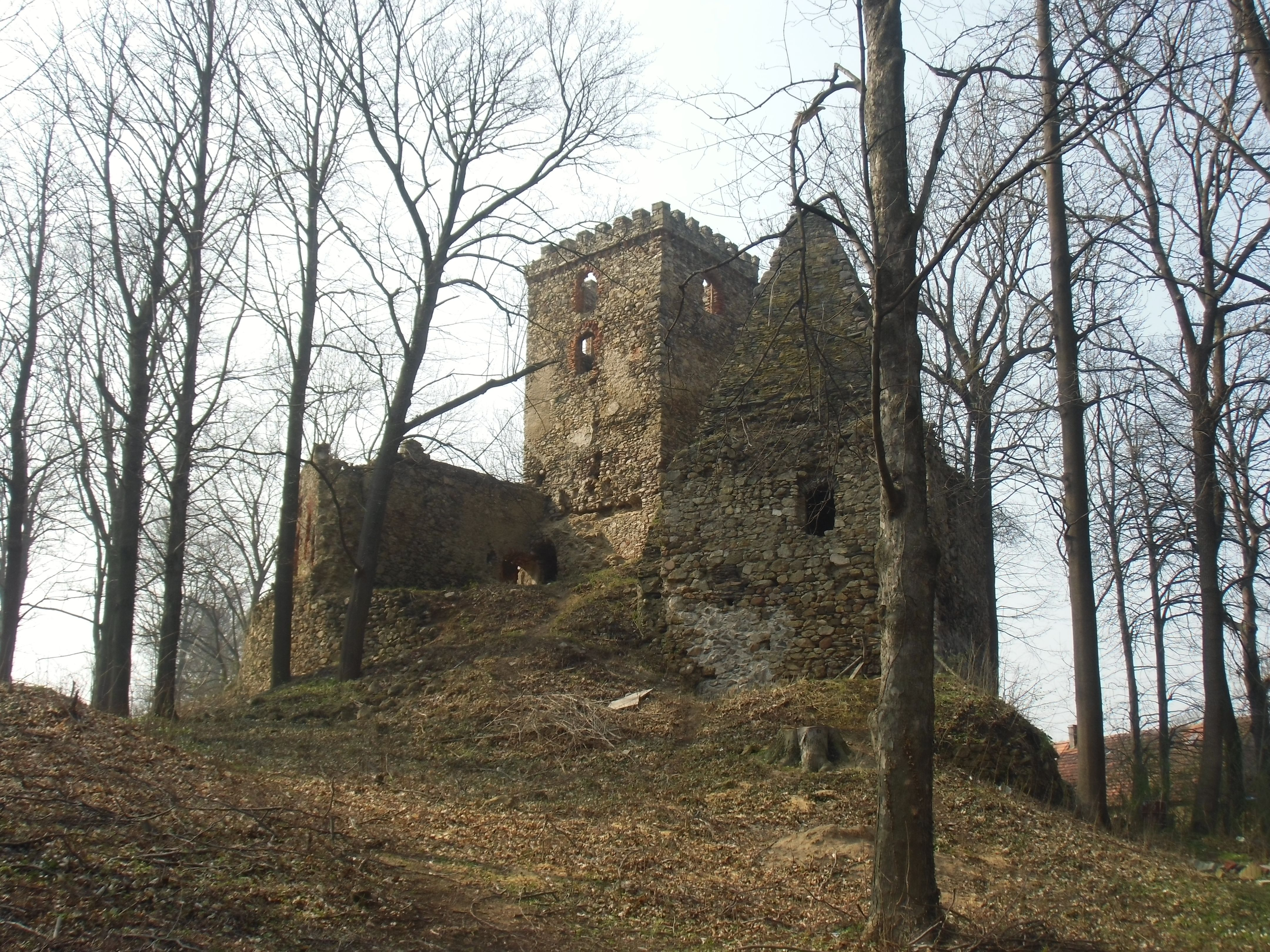
Zřícenina hradu Lipa

- Linie lipanská získává roku 1735 titul svobodného pána v Čechách a v roce 1741 v pruský hraběcí titul.
- Neukirchská linie získala titul říšského barona v roce 1610, v roce 1722 pak uherský hraběcí titul a pruský baronský v roce 1741, v roce 1910 byl rod zapsán v Bavorsku.
- Linie nimmersattská získala v roce 1608 český baronský titul.
- Linie vlkovská byla povýšena na do pruského hraběcího stavu v roce 1764.

Po bitvě na Bílé hoře (1620) byla česká linie rodu Zedlitzů ze Schönfeldu jako protestantská vyvlastněna.

### Dopisníšlechta
Zedlitzská "dopisní šlechtická rodina"z roku 1908 je spojena s Theodorem Neumannem, který byl nobilitován v Berlíně 15. ledna 1889 se svou sestrou Alžbětou. Diplom byl udělen 28. dubna 1870 na Wartburgu. Byli nevlastními a od roku 1888 osvojenými dětmi pruského tajného královského nejvyššího vládního rady a prezidenta pruské námořní obchodní společnosti, Octavia von Zedlitz a Neukirch.

### Hrabata Zedlitzové a Trützschlerové
Rodina Zedlitzů a Trützschlerů podchází od Gottlieba von Trützschler a Falkenstein, synovce a dědice Nicolause von Zedlitz na Frauenhainu a Rungendorfu. 22. února 1810 byl povýšen do pruského hraběcího stavu.

## Erb
Rodový erb Zedlitzů znázorňuje v rudém poli stříbrná spona s trnem zasunutým přes plochu štítu. Na přilbě s červeno-stříbrnými přikryvadly stříbrný pruh (později posypaný červenými kapkami krve).

### Historické erby

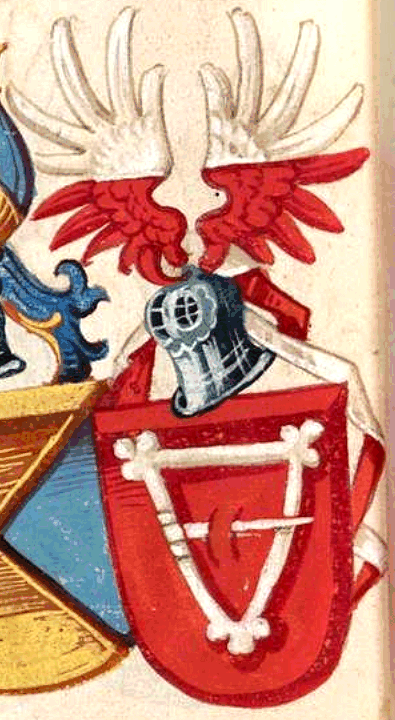
Znak Zödlötzů v erbovní knize erbu Konrada Grünenberga, 1602 - 1604
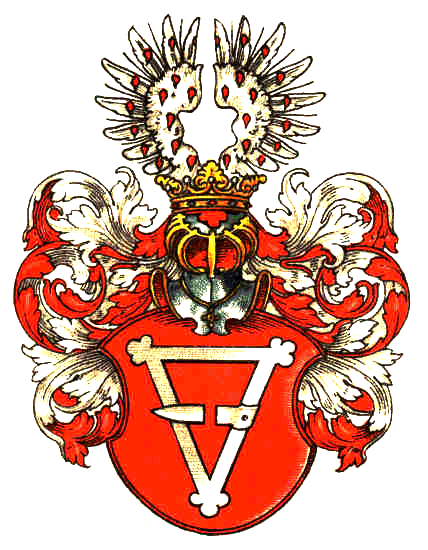
Znak Zedlitz-Leipe
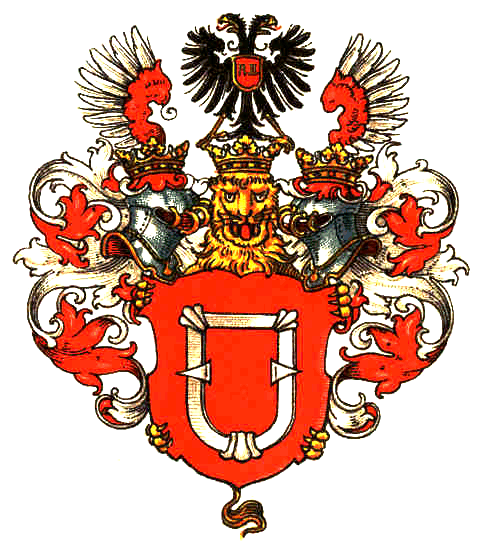
Znak Zedlitz-Neukirch
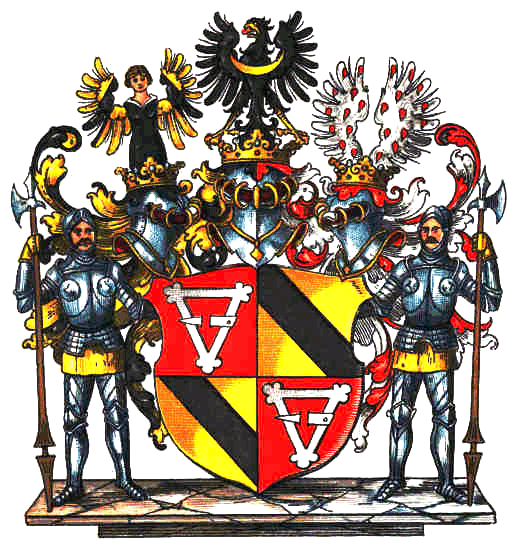
Znak hrabat Zedlitzů-Trutzschlerů

## Významní členové rodiny
- Adolf von Zedlitz a Leipe (1826–1906), pruský generálporučík
- Carl von Zedlitz-Trützschler (1800–1880), pruský státní úředník, zemský správce a zemský prezident
- Conrad-Otto von Zedlitz a Neukirch (1870–1945), lesník a vedoucí několika lesnických oblastí v provincii Slezsko
- Conrad von Zedlitz a Neukirch, zemský správce okresu Waldenburg (Schles)
- Constantin von Zedlitz-Neukirch (1813–1889), náčelník policejní policie v Berlíně (1856-1861)
- Dietrich von Zedlitz-Leipe (1859–1946), německý státní úředník a panství
- Alžběta hraběnka Zedlitz-Trützschler (* 1826), probošt Magdalenenstift v Altenburgu
- Ferdinand Freiherr von Zedlitz a Neukirch (1833–1907), pruský zemský správce
- Fritz von Zedlitz (1861–1968), pruský generálmajor
- George William Edward Ernest von Zedlitz (1871–1949), profesor na Novém Zélandu a člen senátu University of New Zealand
- Gustav Archibald von Zedlitz-Leipe (1824–1914), vlastník půdy a člen pruského panského domu
- Hans von Zedlitz-Leipe (1833–1889), pruský zemský správce
- Georg von Zedlitz-Neukirch (1444–1552) stoupenec Luthera
- Hans Georg von Zedlitz, starosta Štrasburku, dne 30. září 1681 podepsal s kapitulací Illkirch
- Hans-Siegmund von Zedlitz (* 1906), správce okresu [2]
- Heinrich von Zedlitz a Neukirch (1863–1943), pruský státní úředník a prezident okresu
- Joseph Christian von Zedlitz (1790–1862), rakouský básník
- Karl Abraham von Zedlitz (1731–1793), pruský ministr
- Karl von Zedlitz (1789–1869), pruský generálmajor
- Kaspar Konrad Gottlieb von Zedlitz a Neukirch (1765–1842), pruský zemský správce
- Konrad von Zedlitz a Neukirch (1789–1869), pruský vrchní generál
- Konrad-Sigismund von Zedlitz a Neukirch (1931–2018), německý major
- Ladislaus von Zedlitz a Nimmersatt († 1628), velitel johanitské komendy ve Střihomi, komorník vratislavského biskupa Karla Šýrského [3] [4]
- Leopold von Zedlitz-Neukirch (1792–1864), německý spisovatel, statistik a historik
- Octavio von Zedlitz-Neukirch (1840–1919), německý politik, člen Bundestagu
- Otto von Zedlitz a Neukirch (1787–1865), pruský generálmajor
- Otto Eduard Graf von Zedlitz a Trützschler (1873–1927), německý ornitolog a spisovatel
- Robert von Zedlitz
- Siegmund von Zedlitz (1536–1610), předseda komor Horního a Dolního Slezska
- Sigismund von Zedlitz und Neukirch (pseudonym Hegewald, 1838–1903), německý lovecký kynolog a spisovatel
- Wilhelm von Zedlitz-Neukirch